# جانگ جون هوان
جانگ جون هوان (کره‌ای: 장준환؛ زادهٔ ۱۸ ژانویه ۱۹۷۰) کارگردان فیلم اهل کره جنوبی است. او کارگردانی سیاره سبز را نجات دهید! و ۱۹۸۷: وقتی روز فرا می‌رسد را بر عهده داشته است.

## زندگی شخصی
جانگ جون هوان با بازیگر مون سو ری در ۲۴ دسامبر ۲۰۰۶ ازدواج کرده است.